# Demetrio Lozano
Demetrio Lozano Jarque (Alcalá de Henares, Madrid, 26 de septiembre de 1975) es un exbalonmanista español. Se retiró en 2016 en el Balonmano Aragón, debido a la renuncia de su club por problemas económicos. Es profesor en la Universidad San Jorge (USJ) de Zaragoza, en el Grado de Actividad Física y Deporte (CCAFD), en La Federación Aragonesa de Balonmano y en el Centro Internacional de Formación Deportiva Alto Rendimiento, impartiendo asignaturas directamente relacionadas con el balonmano.
Fue internacional absoluto con la selección española, desde el año 1995 hasta el 2008, con más de 200 partidos internacionales.
El gran triunfo llegó en enero de 2005, proclamándose campeón del mundo en Túnez. Junto a las medallas olímpicas en Atlanta 1996, Sídney 2000 y Pekín 2008.
Era el único jugador español que ostentaba todas las medallas olímpicas del balonmano español hasta que se consiguió la de París en 2024.

## Biografía
Demetrio Lozano desde pequeño demostró buenas aptitudes físicas y técnicas para la práctica deportiva, especialmente el Balonmano, deporte en el que desde pequeño mostró gran interés, otra de sus grandes pasiones son los deportes de aventura, ya que es piloto de parapente desde hace más de 10 años.
Su afición por el deporte le ayudó a dirigirse por el camino que le llevaría a ser jugador de Balonmano respetados por su profesionalidad y por los logros conseguidos en su carrera.
Desde 2007 hasta 2018 fue director del Campus de Balonmano Demetrio Lozano, realizado por la Federación Aragonesa de Balonmano en el mes de julio en la localidad de Mora de Rubielos (Teruel).
En 2008 obtiene la Licenciatura en Ciencias de la Actividad Física y del Deporte por el INEF en Barcelona durante su segunda etapa como jugador del equipo de Balonmano del F. C. Barcelona.
En 2009 continua formándose consiguiendo el certificado de aptitud Pedagógica otorgado por el Instituto de Ciencias de la Educación de la Universidad de Barcelona.
Ese mismo año, fue Técnico de diseño y desarrollo de programas de la Federación Catalana de Balonmano realizando un plan de mejora del balonmano femenino.
En el año 2010, su último como jugador del F. C. Barcelona obtiene el Título de Entrenador Nacional de Balonmano que otorga la Federación Española de Balonmano, el Master Marca de comunicación y prensa deportiva de la Universidad CEU San Pablo y el Master RETAN de Alto Rendimiento del INEF.
Desde 2011 ya en Zaragoza jugando para Caja 3, ha completando su formación académica cursando el Master de Gestión Deportiva impartido por el COE y sigue realizando su Doctorado en el INEF de Lérida.
En 2012 ha sido Coordinador y miembro del comité científico en las II Jornadas de la Salud y Deporte con el nombre de Valoración del Rendimiento Deportivo realizado por la Universidad de San Jorge, en Zaragoza.
Toda su vida la ha dedicado a la práctica deportiva del Balonmano, con interés de poder transmitir los valores deportivos a diferentes niveles, entre ellos la docencia.
Actualmente es profesor del Centro Internacional de Formación Deportiva Alto Rendimiento en el cual realiza el curso de Preparación Física del Balonmano.
Desde el curso 11/12 es profesor de los Cursos de entrenador (Nivel I y II) de la Federación Aragonesa de Balonmano.
Desde el curso 12/13. es profesor de la Universidad San Jorge, de Zaragoza, en el Grado de Ciencias de Actividad Física y Deporte en la asignatura de Balonmano.

## Carrera profesional
A la edad de 17 años debuta con el Juventud Alcalá en la máxima categoría de la Liga ASOBAL, equipo en el que estuvo durante dos temporadas, hasta 1995, tiempo suficiente para ser catalogado como una joven promesa del balonmano español.
Pese a su juventud, muestra que es un jugador muy fuerte con un potente lanzamiento a portería con su brazo diestro con gran habilidad y rapidez para hacer fintas en giro y en posición.
Con 20 años es un jugador seguido por los grandes equipos del balonmano español y deja el Juventud Alcalá, para pasar a formar parte del Ademar de León equipo en el que consiguió ser elegido como Mejor Jugador Junior de la Liga ASOBAL, galardón que repetiría al año siguiente pero esta vez como Mejor Jugador Absoluto de la Liga ASOBAL.
Durante sus dos campañas en el Ademar de León su cotización se dispara y en 1998 el F. C. Barcelona se hace con sus servicios para reforzar la posición de lateral.
Durante las tres temporadas en el F. C. Barcelona, su palmarés a nivel de club crece al conseguir el triplete por dos años consecutivos, ganando Liga, Copa del Rey y Copa de Europa en las temporadas 1999 y 2000.
En el 2001 pone rumbo a Alemania, para formar parte del equipo alemán THW Kiel donde juega dos temporadas y se proclama campeón de la Bundesliga alemana la primera temporada y logra la Copa EHF en 2001 y 2003.
En 2003 decide que su periplo por tierras germanas ha llegado a su fin y acepta una oferta de Portland San Antonio, el equipo de Balonmano de Pamplona por lo que vuelve a España dispuesto a seguir cosechando éxitos, en 2005 gana la Liga ASOBAL.
En 2007 vuelve al F. C. Barcelona, equipo con el que empezó a ganar títulos, volviéndose a proclamar campeón de Copa del Rey en el 2008. En junio de 2010 se desvincula del Barça para jugar en el Balonmano Aragón.

## Selección nacional
Demetrio Lozano es jugador de la selección española desde 1995, cuando resulta elegido por la selección júnior para disputar el Mundial de la categoría (campeonato en el que obtienen ser finalistas).
Al año siguiente 1996, ya es convocado por la Selección absoluta de Balonmano para jugar los dos grandes campeonatos de ese año, el Europeo disputado en España donde se logró la medalla de plata y los JJ. OO. de Atlanta alcanzando la medalla de bronce para España
En 1997, siendo ya un fijo de la selección española de balonmano, disputa el campeonato del mundo quedando el combinado nacional en un 9.º puesto. Al año siguiente, en el Europeo de Italia, España repite el segundo puesto cosechado en el Europeo de 1996 quedando otra vez segunda y logrando así la medalla de plata.
Tres años después, el Campeonato Mundial de 1999 se juega en Egipto donde se consigue llegar a semifinales y se termina en un 4.º puesto. Para repetir justo en el comienzo de la nueva década, año 2000 el segundo puesto en un Europeo esta vez en Croacia, ese mismo año se llevaron a cabo los JJ.OO de Sídney, Demetrio ayudó a conseguir una medalla de Bronce.
En 2001 en la disputa durante el Campeonato del Mundo en Francia se logra 7.ª posición. En 2004 Demetrio juega sus terceros Juegos Olímpicos representando a España en Atenas, obteniendo el equipo el Diploma Olímpico.
El 2005 fue un año dorado para el balonmano español al proclamarse campeones del Mundo en Túnez, en 2006 repitió con medalla de plata en un Campeonato de Europa, Fue un jugador muy decisivo en los últimos partidos del campeonato llegando a rozar la perfección en muchos partidos. En los primeros partidos tuvo un papel menos destacado ya que en su posición también juega el vitoriano Iker Romero.
En 2007 en la defensa del título mundial pese a ser los vigentes campeones no pasaron de un meritorio 5.º puesto.
En 2008 Demetrio Lozano viajó hasta Pekín para disputar los Juegos Olímpicos con la selección absoluta donde lograron una disputada medalla de bronce.

## Equipos
- Juventud Alcalá (1993 - 1995)
- Caja España Ademar León (1995 - 1998)
- FC Barcelona-Cifec (1998 - 2001)
- THW Kiel (2001 - 2004)
- Portland San Antonio (2004 - 2007)
- FC Barcelona-Cifec (2007 -2010)
- Balonmano Aragón (2010-2016)

## Palmarés
| Año  | Equipo                      | Campeonato                  | Posición               |
| ---- | --------------------------- | --------------------------- | ---------------------- |
| 1995 | Selección española júnior   | Copa del Mundo Junior       | Subcampeón del Mundo   |
| 1996 | Selección española absoluta | Eurocopa                    | Medalla de plata       |
| 1996 | Selección española absoluta | Juegos Olímpicos de Atlanta | Medalla de bronce      |
| 1996 | Ademar de León              | Liga ASOBAL                 | Mejor jugador júnior   |
| 1997 | Selección española absoluta | Copa del Mundo              | 9.ª posición           |
| 1997 | Ademar de León              | Liga ASOBAL                 | Mejor jugador absoluto |
| 1998 | Selección española absoluta | Eurocopa de Italia          | Medalla de plata       |
| 1999 | FC Barcelona                | Liga ASOBAL                 | Campeón                |
| 1999 | FC Barcelona                | Copa del Rey                | Campeón                |
| 1999 | FC Barcelona                | Copa de Europa              | Campeón                |
| 1999 | Selección española absoluta | Copa del Mundo de Egipto    | 4.ª posición           |
| 2000 | FC Barcelona                | Liga ASOBAL                 | Campeón                |
| 2000 | FC Barcelona                | Copa del Rey                | Campeón                |
| 2000 | FC Barcelona                | Copa de Europa              | Campeón                |
| 2000 | Selección Española Absoluta | Eurocopa de Croacia         | Medalla de plata       |
| 2000 | Selección española absoluta | Juegos Olímpicos de Sídney  | Medalla de bronce      |
| 2001 | Selección española absoluta | Copa del Mundo de Francia   | 7.ª posición           |
| 2001 | THW Kiel                    | Bundesliga                  | Campeón                |
| 2001 | THW Kiel                    | Copa EHF                    | Campeón                |
| 2003 | THW Kiel                    | Copa EHF                    | Campeón                |
| 2004 | Selección española absoluta | Juegos Olímpicos de Atenas  | Diploma Olímpico       |
| 2005 | Selección Española Absoluta | Copa del Mundo de Túnez     | Campeón                |
| 2006 | Selección española absoluta | Eurocopa de Suiza           | Medalla de plata       |
| 2007 | Selección española absoluta | Copa del Mundo de Alemania  | 5.ª posición           |
| 2008 | Selección española absoluta | Juegos Olímpicos de Pekín   | Medalla de bronce      |

Otros logros
- Orden de bronce al mérito olímpico (CSD)
- Premio Cervantes del deporte 1996. (Ayuntamiento de Alcalá de Henares
- Insignia de oro y brillantes del F. C. Barcelona
- Orden de plata al mérito olímpico (CSD)
- Premio Cervantes del deporte 2000. (Ayuntamiento de Alcalá de Henares)
- Insignia de oro y brillantes de la Real Federación Española de Balonmano.
- Premio Cervantes del deporte 2008. (Ayuntamiento de Alcalá de Henares)
- Alcalaíno del año 2008. (Votación ciudadana).
- Premio Manuel Azaña 2008. (Asociación de prensa de Alcalá de Henares)
- Premio Fundación Carlos Sanz 2019.

## Docencia
Demetrio Lozano es profesor del Centro Internacional de Formación Deportiva Alto Rendimiento en el cual realiza el curso de Preparación Física de Balonmano.
Desde enero de 2011-2012 es profesor de la Escuela Territorial de Balonmano de la Federación Aragonesa de Balonmano.
Desde septiembre de 2012 es profesor de la Universidad San Jorge de Zaragoza del Grado de Actividad Física y Deporte. Asignatura: Balonmano.
Actualmente está realizando su doctorado el la UB, en el Laboratorio de observación de la motricidad de la Universidad de Lérida.

### Publicaciones
- Lozano, D. y Camerino, O. (2012). Eficacia de los sistemas ofensivos en balonmano. Apuntes. Educación Física y Deportes, 108, 66-77. ISSN 1577-4015.

- Lozano, D., Camerino, O. y Hileno, R.(2016). Análisis del comportamiento táctico ofensivo en momentos críticos de juego en el alto rendimiento en balonmano: Un estudio Mixed Methods. Cuadernos de Psicología del Deporte , 1(16), 151-159. ISSN 1578-8423.

- Lozano, D., Camerino, O. y Hileno, R.(2016). Interacción dinámica ofensiva en balonmano de alto rendimiento. Apuntes. Educación Física y Deportes, 125, 90-110. ISSN 1577-4015.